# راي جونز (لاعب كرة قدم)
راي جونز (بالإنجليزية: Ray Jones)‏ (4 يونيو 1944 بتشستر في المملكة المتحدة - 1 يوليو 2007) هو مدرب كرة قدم ولاعب كرة قدم بريطاني في مركز الظهير. لعب مع نادي تشستر سيتي ونادي أوزورتي تاون ‏ وColwyn Bay F.C. ‏ ونادي رانكورن هالتون وBethesda Athletic F.C. ‏.